# Spencer Le Marchant Moore
Spencer Le Marchant Moore (né en 1850 à Hampstead - mort en 1931) est un botaniste britannique.
Moore travaille aux jardins botaniques royaux de 1870 à 1879, écrit de nombreuses études botaniques et travaille de manière officieuse au Musée d'histoire naturelle de Londres de 1896 à sa mort.